# Gəray Əsədov
Gəray Lətif oğlu Əsədov (ur. 1923 we wsi Szachsewan w rejonie żdanowskim (obecnie w rejonie Beyləqan), zm. 12 października 1944 w Marghicie) – radziecki wojskowy, sierżant, odznaczony pośmiertnie Złotą Gwiazdą Bohatera Związku Radzieckiego (1945).

## Życiorys
Był Azerem. Miał wykształcenie podstawowe, po ukończeniu szkoły pracował w kołchozie, w 1942 został powołany do Armii Czerwonej, od czerwca 1942 uczestniczył w wojnie z Niemcami. Brał udział w bitwie pod Kurskiem, walkach na prawobrzeżnej Ukrainie, w Mołdawii i na terytorium Rumunii, w których szczególnie się wyróżnił. 6 października 1944 w walce o wieś Blaha na południowy zachód od miasta Kluż jako strzelec 281 gwardyjskiego pułku piechoty 93 Gwardyjskiej Dywizji Piechoty Czerwonego Sztandaru 27 Armii 2 Frontu Ukraińskiego w stopniu sierżanta przyczynił się do przełamania obrony przeciwnika, zabijając granatami ponad 10 Niemców. W walce o miasto Huedin zabił obsługę niemieckiego moździerza i otworzył z niego ogień, zabijając (według raportu) ponad 20 żołnierzy i oficerów wroga. Wyróżnił się również w walce o Marghitę, podczas której zginął.

## Odznaczenia
- Złota Gwiazda Bohatera Związku Radzieckiego (pośmiertnie, 24 marca 1945)
- Order Lenina (pośmiertnie, 24 marca 1945)
- Order Czerwonego Sztandaru (1944)